# Đổng Khôi
Đổng Khôi (tiếng Trung: 董恢; bính âm: Dong Hui; ? – ?), tự Hưu Tự (休緒), là quan viên nhà Quý Hán thời Tam Quốc trong lịch sử Trung Quốc.

## Cuộc đời
Đổng Khôi quê ở huyện Tương Dương, quận Nam, sau tách ra thành quận Tương Dương thuộc Kinh Châu. Có khả năng Đổng Khôi vào Ích Châu sau khi Kinh Châu bị chiếm đóng (219).
Năm 225, Chiêu Tín Hiệu úy Phí Y đi sứ Đông Ngô. Đổng Khôi giữ chức Tuyên Tín Trung lang, làm phó sứ hỗ trợ Phí Y. Một lần, Ngô vương Tôn Quyền vờ say, không hề cố kỵ mà châm chọc trọng thần Dương Nghi, Ngụy Diên bên Quý Hán là lũ tiểu nhân ti tiện, tuy có một ít bản lĩnh, nhưng mỗi khi đắc chí thì quên hết, nếu không khống chế sẽ để lại mối họa. Bởi Dương Nghi với Ngụy Diên bất hòa là mọi người đều biết, nên Phí Y không biết trả lời ra sao. Đổng Khôi bèn nhắc:
Ngắn gọn có thể nói cái sự bất hòa Nghi và Diên nổi lên là bởi phẫn hận riêng tư, nhưng không có cái tâm thế khó chế ngự của Kình Bố, Hàn Tín. Nay giữa lúc tiễu trừ cường tặc, nhất thống Hoa Hạ, công nhờ sức người mà thành tựu, nghiệp bởi tài trí mà rộng mở, nếu loại bỏ những người ấy không dùng, để phòng hậu họa, thì cũng giống như phòng phong ba mà tính bẻ mái chèo, không phải kế hay vậy.
Tôn Quyền thích ý mà cười. Dịch Trung Thiên cho rằng đây chỉ là câu trả lời qua quýt cho đỡ mất mặt, trong khi Tôn Quyền cố tình hạ thấp năng lực của hai người Nghi, Diên. Thừa tướng Gia Cát Lượng biết chuyện, cho rằng Đổng Khôi biết cách ăn nói. Ba ngày sau khi về nước, Đổng Khôi được làm thuộc quan trong phủ Thừa tướng, sau quan đến Thái thú Ba quận.
Khoảng 234–243, Thượng thư lệnh Phí Y, Trung điển quân Hồ Tế cùng Thị trung Đổng Doãn thường hẹn nhau mở yến. Đổng Khôi bấy giờ giữ chức Lang trung, đến bái phỏng Đổng Doãn, thấy Doãn chuẩn bị lên xe nên định về. Đổng Doãn không hài lòng, cho rằng làm thế là không kính lễ kẻ sĩ, liền cởi ngựa không đi.

## Trong văn hóa
Đổng Khôi không xuất hiện trong tiểu thuyết Tam quốc diễn nghĩa của La Quán Trung.